# Superpuchar Turcji w piłce siatkowej mężczyzn
Superpuchar Turcji w piłce siatkowej mężczyzn (tur. Voleybol Erkekler Şampiyonlar Kupası lub Türkiye Erkekler Voleybol Süper Kupası) – cykliczne rozgrywki w piłce siatkowej organizowane corocznie przez Turecki Związek Piłki Siatkowej (Türkiye Voleybol Federasyonu), w których rywalizują ze sobą mistrz i zdobywca Pucharu Turcji. 
Rozgrywki o siatkarski Superpuchar Turcji rozgrywane są od 2009 roku. Pierwszym zwycięzcą tych rozgrywek został klub İstanbul Büyükşehir Belediyesi.

## Nazwy
- 2012-2019: Spor Toto Şampiyonlar Kupası
- 2020: AXA Sigorta Şampiyonlar Kupası
- 2021-2022: Spor Toto Şampiyonlar Kupası
- 2023: AXA Sigorta Şampiyonlar Kupası

## Triumfatorzy
| Edycja | Data       | Miejsce spotkania                      | 1. miejsce                                            | 2. miejsce                                                | Wynik spotkania                         |
| ------ | ---------- | -------------------------------------- | ----------------------------------------------------- | --------------------------------------------------------- | --------------------------------------- |
| I      | 20.10.2009 | Selim Sırrı Tarcan Spor Salonu, Ankara | Büyükşehir Belediyesi Stambuł (Mistrz Turcji)         | Arkas Spor Izmir (Zdobywca Pucharu Turcji)                | 3:1 (26:24, 16:25, 25:22, 25:21)        |
| II     | 14.10.2010 | Başkent Voleybol Salonu, Ankara        | Ziraat Bankası (Zdobywca Pucharu Turcji)              | Fenerbahçe (Mistrz Turcji)                                | 3:1 (19:25, 25:19, 25:20, 25:16)        |
| III    | 08.10.2011 | Başkent Voleybol Salonu, Ankara        | Fenerbahçe Grundig (Mistrz Turcji)                    | Arkas Spor Izmir (Zdobywca Pucharu Turcji)                | 3:0 (25:17, 25:20, 25:22)               |
| IV     | 10.10.2012 | Başkent Voleybol Salonu, Ankara        | Fenerbahçe Grundig (Mistrz i zdobywca Pucharu Turcji) | Galatasaray (Finalista Pucharu Turcji)                    | 3:0 (25:18, 25:19, 25:23)               |
| V      | 09.10.2013 | Cengiz Göllü Voleybol Salonu, Bursa    | Halkbank (Zdobywca Pucharu Turcji)                    | Arkas Spor Izmir (Mistrz Turcji)                          | 3:0 (25:16, 26:24, 25:23)               |
| VI     | 15.10.2014 | Mustafa Dağıstanlı Spor Salonu, Samsun | Halkbank (Mistrz i zdobywca Pucharu Turcji)           | Fenerbahçe (Finalista Pucharu Turcji)                     | 3:1 (25:22, 29:31, 25:15, 26:24)        |
| VII    | 27.10.2015 | Cengiz Göllü Voleybol Salonu, Bursa    | Halkbank (Zdobywca Pucharu Turcji)                    | Arkas Spor Izmir (Mistrz Turcji)                          | 3:0 (25:17, 25:17, 25:16)               |
| —      | 2016       |                                        |                                                       |                                                           |                                         |
| VIII   | 19.09.2017 | Başkent Voleybol Salonu, Ankara        | Fenerbahçe (Zdobywca Pucharu Turcji)                  | Halkbank (Mistrz Turcji)                                  | 3:1 (25:22, 24:26, 25:18, 25:13)        |
| IX     | 09.10.2018 | Başkent Voleybol Salonu, Ankara        | Halkbank (Mistrz i zdobywca Pucharu Turcji)           | Maliye Piyango (Finalista Pucharu Turcji)                 | 3:2 (23:25, 22:25, 25:23, 25:21, 15:11) |
| X      | 23.10.2019 | Başkent Voleybol Salonu, Ankara        | Galatasaray HDI Sigorta (Finalista Pucharu Turcji)    | Fenerbahçe HDI Sigorta (Mistrz i zdobywca Pucharu Turcji) | 3:2 (25:23, 16:25, 22:25, 25:23, 15:6)  |
| XI     | 08.09.2020 | Cengiz Göllü Voleybol Salonu, Bursa    | Fenerbahçe HDI Sigorta                                | Arkas Spor Izmir                                          | 3:1 (25:15, 20:25, 25:20, 25:20)        |
| XII    | 07.10.2021 | Başkent Voleybol Salonu, Ankara        | Ziraat Bankkart (Mistrz Turcji)                       | Spor Toto (Zdobywca Pucharu Turcji)                       | 3:2 (24:26, 25:22, 25:21, 22:25, 15:12) |
| XIII   | 28.09.2022 | Başkent Voleybol Salonu, Ankara        | Ziraat Bankkart (Mistrz Turcji)                       | Arkas Spor Izmir (Zdobywca Pucharu Turcji)                | 3:0 (25:19, 26:24, 25:20)               |
| XIV    | 01.11.2023 | Başkent Voleybol Salonu, Ankara        | Ziraat Bankkart (Mistrz Turcji)                       | Halkbank (Zdobywca Pucharu Turcji)                        | 3:1 (22:25, 31:29, 25:19, 25:23)        |
| XV     | 01.10.2024 | Başkent Voleybol Salonu, Ankara        | Arkas Spor Izmir (Finalista Pucharu Turcji)           | Halkbank (Mistrz i zdobywca Pucharu Turcji)               | 3:0 (26:24, 27:25, 25:21)               |

## Bilans klubów
| Klub                           | 1. miejsce | 2. miejsce |
| ------------------------------ | ---------- | ---------- |
| Fenerbahçe                     | 4          | 3          |
| Halkbank                       | 4          | 3          |
| Ziraat Bankası                 | 4          | 0          |
| Arkas Spor Izmir               | 1          | 6          |
| Galatasaray                    | 1          | 1          |
| İstanbul Büyükşehir Belediyesi | 1          | 0          |
| Maliye Piyango / Spor Toto     | 0          | 2          |

## Najbardziej wartościowi gracze (MVP)
- 2013 –  Matej Kazijski (Halkbank)
- 2014 –  Cwetan Sokołow (Halkbank)
- 2015 –  Kévin Le Roux (Halkbank)
- 2018 –  Burutay Subaşı (Halkbank)
- 2019 –  Burutay Subaşı (Galatasaray HDI Sigorta)
- 2020 –  Salvador Hidalgo Oliva (Fenerbahçe HDI Sigorta)
- 2021 –  Wouter ter Maat (Ziraat Bankası)
- 2022 –  Arslan Ekşi (Ziraat Bankası)
- 2023 –  Wouter ter Maat (Ziraat Bankası)
- 2024 –  Georg Grozer (Arkas Spor Izmir)